# Rubí (kommunhuvudort)
Rubí är en kommunhuvudort i Spanien.   Den ligger i provinsen Província de Barcelona och regionen Katalonien, i den östra delen av landet, 500 km öster om huvudstaden Madrid. Rubí ligger 145 meter över havet och antalet invånare är 72 987.
Terrängen runt Rubí är platt åt nordost, men åt sydväst är den kuperad. Terrängen runt Rubí sluttar söderut.Runt Rubí är det mycket tätbefolkat, med 3 623 invånare per kvadratkilometer. Närmaste större samhälle är Barcelona, 15,5 km sydost om Rubí. Runt Rubí är det i huvudsak tätbebyggt.